# The J. Geils Band
The J. Geils Band fue una banda de rock estadounidense, formada en 1968 en Worcester, Massachusetts por el guitarrista John "J." Geils, el cantante Peter Wolf, el baterista Stephen Bladd, el tecladista Seth Justman y el bajista Danny Klein, acompañados por Richard "Magic Dick" Salwitz en la armónica. Wolf y Justman eran los principales compositores. La banda tocaba blues rock con una clara influencia del rhythm and blues durante la década de 1970 antes de lograr suceso comercial orientando su sonido a niveles más comerciales en la década de 1980. Después de la salida de Wolf en 1983 para iniciar una carrera como solista, la banda solamente publicó un disco en 1984 con Justman como cantante, antes de separarse en 1985. Empezando en 1999, la banda tuvo algunas reuniones esporádicas antes de la muerte del guitarrista J. Geils el 11 de abril de 2017.
La banda publicó algunos sencillos que ingresaron en el Top 40 en la década de 1970, incluyendo una versión de la canción "Lookin' for a Love" de The Valentinos (sencillo que logró la posición #39 en el Top 100 de Billboard en 1972), al igual que el sencillo "Give It to Me" (que logró el puesto #30 en 1973). Sus mayores éxitos incluyen "Must of Got Lost" (#12 en el Top 100 de Billboard en 1975), "Come Back" (#32 en 1980), "Love Stinks" (#38 en 1980), "Freeze Frame" (#4 en el Top 200 de Billboard en 1981) y "Centerfold" (#1 en los Estados Unidos a comienzos de 1982).

## Integrantes
- J. Geils – guitarra (1968–1985, 1999, 2005, 2006, 2009–2012; fallecido en 2017)
- Stephen Bladd – batería, percusión, voz (1968–1985, 2006)
- Magic Dick – armónica, saxofón, trompeta (1968–1985, 1999, 2005, 2006, 2009–2015)
- Seth Justman – teclados, voz (1968–1985, 1999, 2005, 2006, 2009–2015), líder vocal (1983-85)
- Danny Klein – bajo (1968–1985, 1999, 2005, 2006, 2009–2015)
- Peter Wolf – voz, percusión (1968–1983, 1999, 2005, 2006, 2009–2015)

## Discografía
- 1970: The J.Geils Band
- 1971: The Morning After
- 1972: Live "Full House
- 1973: Bloodshot
- 1973: Ladies Invited
- 1974: Nightmares...and Other Tales From the Vinyl
- 1975: Hotline
- 1976: Blow Your Face Out
- 1977: Monkey Island
- 1978: Sanctuary
- 1980: Love Stinks
- 1981: Freeze Frame
- 1982: Showtime!
- 1984: You're Gettin' Even While I'm Gettin' Odd